# بونيفاس نداكا
بونيفاس نداكا (باليابانية: ンドカ ボニフェイス) (مواليد 15 فبراير 1996) هو لاعب كرة قدم ياباني.

## وصلات خارجية
- بونيفاس نداكا على موقع رابطة كرة القدم اليابانية للمحترفين (اليابانية)
- بونيفاس نداكا على موقع قاعدة بيانات كرة القدم.إي يو (الإنجليزية)
- بونيفاس نداكا على موقع Soccerway.com (الإنجليزية)
- بونيفاس نداكا على موقع عالم كرة القدم.نت (الإنجليزية)